# Hossam Ghaly
Hossam Mohamed El Sayed Metwalli Abdel Sattar Ghaly (Kafr el Sheikh, 15 december 1981) is een Egyptisch voormalig profvoetballer die als middenvelder speelde. Ekramy won als speler alle nationale clubprijzen en alle Afrikaanse clubprijzen met Al-Ahly. Met Egypte won Ghaly het Afrikaans kampioenschap voetbal.

## Loopbaan
Ghaly begon zijn carrière in eigen land bij Al-Ahly, voordat hij de overstap maakte naar Feyenoord. Bij de Rotterdammers speelde hij tweeëneenhalf seizoen, maar kon hij nooit een "vaste" basisplaats afdwingen. Toch wist hij in de wedstrijden dat hij wel speelde regelmatig het applaus vanaf de tribunes in ontvangst te nemen. Daar tegenover stonden ook regelmatig fouten die de ergernis deden oplaaien. In januari 2006 maakte Ghaly dankzij trainer Martin Jol de overstap naar Tottenham Hotspur. Na anderhalf jaar bij Tottenham werd Hossam uitgeleend aan Derby County.
In maart 2010 testte hij, in dienst van de Saoedische club Al-Nassr, positief in een dopingonderzoek. Deze test werd uitgevoerd door een Maleisisch laboratorium. Een maand later werd hij vrijgesproken na een tegentest door een Keulens laboratorium. In juni 2011 werd het Maleisische laboratorium geschrapt door het World Anti-Doping Agency wegens incompetentie. Daarna keerde hij terug naar Al-Ahly. In juli 2013 vertrok Ghaly transfervrij naar K Lierse SK, om een jaar later weer terug te keren naar Al-Ahly. Na drie seizoenen Al-Ahly vertrok Ghaly transfervrij naar Al-Nassr, waar hij in ruim vijf maanden tijd twaalf competitiewedstrijden speelde. In januari 2018 keerde Ghaly terug naar Al-Ahly, waar hij in juli 2018 op 36-jarige leeftijd zijn voetballoopbaan beëindigde.

## Interlandloopbaan
Ghaly debuteerde op 28 augustus 2002 voor het Egyptisch voetbalelftal in een oefeninterland tegen Libië, die met 0–1 werd verloren. Op 31 januari 2010 speelde Ghaly tijdens de finale van het Afrikaans kampioenschap voetbal, die met 0–1 werd gewonnen van Ghana. Op 29 maart 2016 speelde Ghaly zijn laatste interland voor Egypte tegen Nigeria in de kwalificatiereeks voor het Afrikaans kampioenschap voetbal 2017. Ghaly speelde in totaal vierenzeventig interlands.

## Erelijst
Al-Ahly
Continentaal
- CAF Champions League: 2001, 2012
- CAF Confederation Cup: 2014
- CAF Super Cup: 2002

Nationaal
- Egyptisch landskampioenschap: 1999/00, 2010/11, 2015/16, 2016/17, 2017/18
- Beker van Egypte: 2000/01, 2002/03, 2016/17
- Egyptische Supercup: 2011, 2015, 2017

 Egypte
- CAF Africa Cup of Nations: 2010